# Actias
Actias es un género de lepidópteros ditrisios de la familia Saturniidae, comúnmente conocidas como mariposas luna asiático-americanas. Son mariposas nocturnas cuyas orugas se alimentan, en su mayoría de hojas de una gran variedad de especies. Como todos los integrantes de la familia Saturniidae, los adultos carecen de aparato bucal funcional para alimentarse. En su fase adulta, suelen vivir entre tres días y una semana.
La mayoría de las especies se encuentran en Asia. Hay una sola en Norteamérica.

## Especies
- Actias aliena (Butler, 1879)
- Actias angulocaudata (Naumann & Bouyer, 1998)
- Actias apollo Röber, 1923
- Actias arianeae (Brechlin, 2007)
- Actias artemis (Bremer & Gray, 1853) - este y sudeste de Asia.
- Actias australovietnama (Brechlin, 2000)
- Actias brevijuxta (Nässig & Treadaway, 1997)
- Actias callandra (Jordan, 1911)
- Actias chapae (Mell, 1950)
- Actias chrisbrechlinae (Brechlin, 2007)
- Actias dubernardi (Oberthür, 1897)
- Actias dulcinea (Butler, 1881)
- Actias felicis (Oberthür, 1896)
- Actias gnoma (Butler, 1877)
- Actias groenendaeli (Roepke, 1954)
- Actias guangxiana Brechlin, 2012
- Actias ignescens (Moore, 1877)
- Actias isis (Sonthonnax, 1897)
- Actias kongjiara (Chu & Wang, 1993)
- Actias laotiana (Testout, 1936)
- Actias laovieta (Naumann, Nässig & Löffler, 2017)
- Actias luna (Linnaeus, 1758)  - América del Norte, América Central.
- Actias maenas (Doubleday, 1847)  - Himalaya y Sudeste asiático.
- Actias neidhoeferi (Ong & Yu, 1968)
- Actias ningpoana (Fielder, 1862) - este y sudeste de Asia.
- Actias omeishana (Watson, 1912)
- Actias parasinensis (Brechlin, 2009)
- Actias peggyae (Brechlin, 2017)
- Actias philippinica (Naessig & Treadaway, 1997)
- Actias rasa Brechlin & Saldaitis, 2016
- Actias rhodopneuma (Roeber, 1925)
- Actias selene (Hübner, 1806)
- Actias shaanxiana Brechlin, 2007
- Actias sinensis (Walker, 1855)
- Actias truncatipennis (Sonthonnax, 1899) - México.
- Actias uljanae (Brechlin,  2007)
- Actias vanschaycki Brechlin, 2013
- Actias winbrechlini (Brechlin, 2007)
- Actias witti (Brechlin, 2007)
- Actias xenia Jordan, 1912

## Antiguas especies seleccionadas
- Actias heterogyna (Kishida, 1993)
- Actias isabellae (Graells, 1849) - España, Francia
- Actias omeishana Watson, 1912